# Malthodes wittmeri
Malthodes wittmeri là một loài bọ cánh cứng trong họ Cantharidae. Loài này được Constantin miêu tả khoa học năm 1971.